# Josef Wöhnhart
Josef „Sepp“ Wöhnhart (* 1913; † 1975) war ein österreichischer Architekt.

## Leben
Wöhnhart absolvierte ein Architekturstudium an der Technischen Hochschule Wien. Vor dem Zweiten Weltkrieg war er Bauleiter des neuen Fliegerhorstes in Wiener Neustadt und während des Zweiten Weltkrieges Mitarbeiter am Bau des „Luftwaffenstützpunkt Schwechat-Ost“/„Heidfeld“, heutiger Flughafen Schwechat.
Als Arbeitsgemeinschaft mit den Architekten Robert Hartinger jun. (1910–2002) und Franz Xaver Schlarbaum (1892–1959) errang er 1949 den zweiten Preis des allgemeinen öffentlichen Wettbewerbes bezüglich des Wiederaufbaus des zerstörten Wiener Westbahnhofes. Nachdem kein erster Preis vergeben wurde, erhielt die Arbeitsgemeinschaft den Auftrag und realisierte ihn bis 1954.
Bestattet wurde Wöhnhart am 13. Februar 1975 am Neustifter Friedhof (Gruppe 24, Reihe 8, Nummer 1).

## Weitere Realisierungen

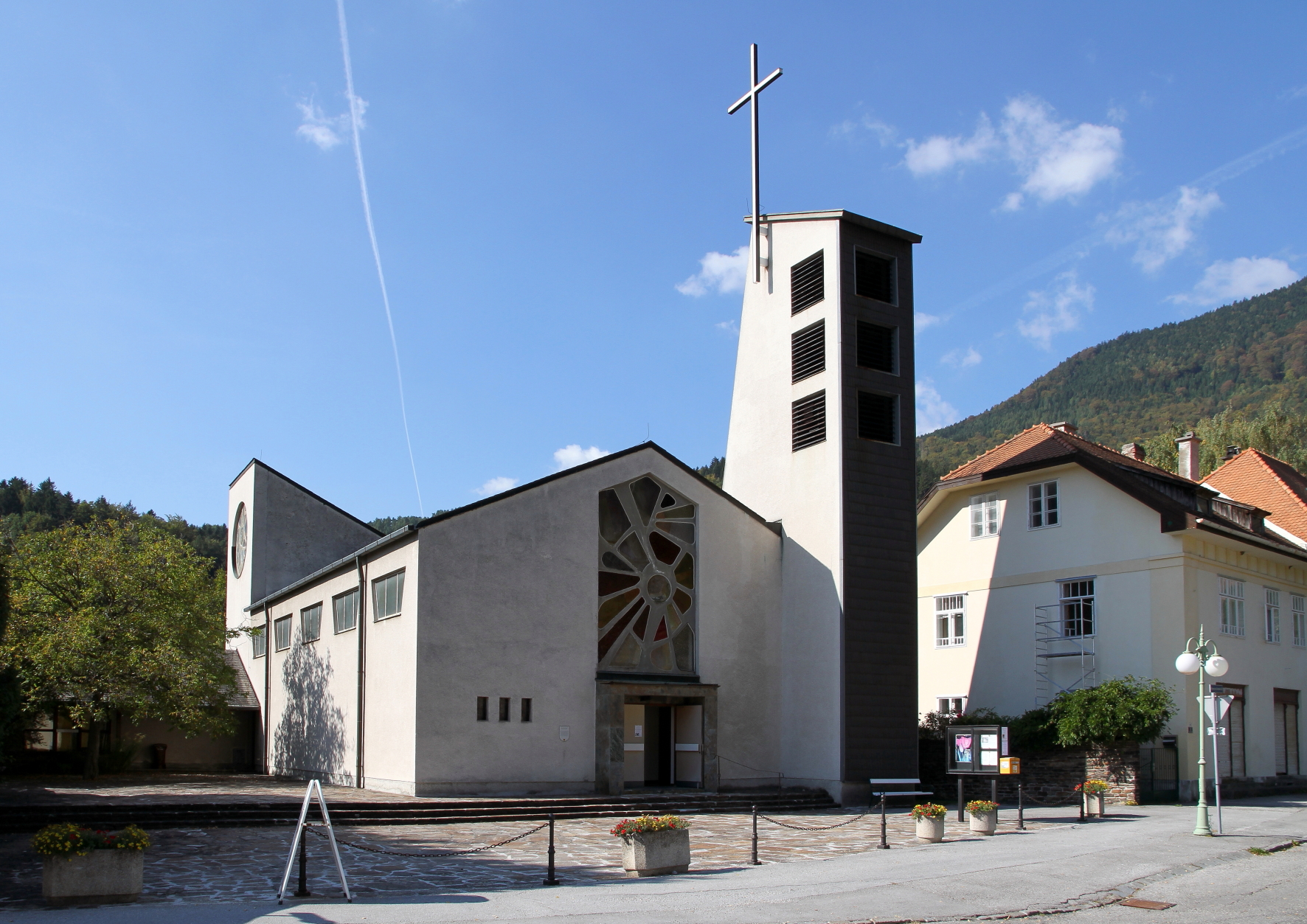
Filialkirche Hl. Josef in Hirschwang (1958–1960)

- 1955–1956: Wohnhausanlage der Gemeinde Wien im 7. Bezirk, Neustiftgasse 89–91.[1]
- 1957: AEZ (Ausstellungs- und Einkaufszentrum) an der  Landstraßer Brücke, heute Landstraßer Hauptstraße, im 3. Wiener Gemeindebezirk. In den 1990er Jahren geschleift.[3]
- 1958–1960: Filialkirche Hl. Josef in Hirschwang in der Gemeinde Reichenau an der Rax. Nach Plänen von ihm durch Alexander Seebacher ausgeführt.[4]
- 1959–1961: Filialkirche Hl. Florian in Stuppach in der Gemeinde Reichenau an der Rax.[5]
- 1959–1963: Wohnhausanlage der Gemeinde Wien im 2. Bezirk, Engerthstraße 237 / Machstraße / Wehlistraße. Gemeinsam mit Walter Gindele, Siegfried Mörth, Erich Schlöss, Franz Schuster, Alfred Wanko und Erich Boltenstern.[6]
- 1964–1966: Pfarrkirche Machstraße im 2. Wiener Gemeindebezirk (Machstraße 8–10; nach den Plänen des Architekten Erich Boltenstern).[7]